# アンドレ・イングラム
アンドレ・イングラム（Andre Ingram, 1985年11月19日 - ）は、アメリカ合衆国・バージニア州リッチモンド出身のプロバスケットボール選手。ポジションはシューティングガード。

## 経歴

### 生い立ち
イングラムはバージニア州リッチモンドで生まれ育ち、4人家族で育った。彼は幼い頃からバスケットボールが好きで、12歳になるまでに、兄のルシウスを1対1で打ち負かしていた。

### カレッジ
アメリカン大学に進学し、1年生ながらチームのスターターに定着した。このシーズン、イングラムは31試合すべてにスターターとして出場し、チームハイかつリーグ5位となる平均13.6得点を記録し、パトリオットリーグ新人王に選出された。
2年目のシーズン、イングラムは28試合（内27試合先発）に出場し、20得点以上を6度、そのうち30得点以上を2度記録し、リーグ2位となるシーズン平均15.3得点を記録した。また、オールパトリオットリーグファーストチームに選出された。
3年目のシーズンにはカレッジ通算1000得点を達成し、29試合すべてにスターターとして出場した。シーズン終了後にオールパトリオットリーグセカンドチームに選出された。
4年目のシーズン、イングラムはリーグ5位となる平均15.2得点、リーグ2位となる3P成功率42.4%、リーグ2位となる平均3P成功数2.6本を記録し、自身2度目となるオールパトリオットリーグファーストチームに選出された。

### ユタ・フラッシュ
2007年11月1日に行われたNBADリーグドラフトにて全体7位でユタ・フラッシュから指名された。
2009-10シーズン、2009年12月5日のベーカーズフィールド・ジャム戦でシーズンハイとなる24得点を記録し、チームは104-99で勝利した。また、ダラスで開催されたNBADリーグオールスターのスリーポイントコンテストに出場し、優勝を飾った。このシーズン、イングラムは50試合（内49試合先発）に出場し、平均34.0分の出場で平均12.9得点（3P成功率40.3%）、3.9リバウンド、2.1アシスト、1.5スティールを記録し、自身初となるジェイソン・コリアー・スポーツマンシップ賞を受賞した。
フラッシュでの4年間で、イングラムはフランチャイズ記録となる通算2098得点を記録した。

### ロサンゼルス・ディーフェンダーズ
2012年3月22日にロサンゼルス・ディーフェンダーズに獲得された。
2013-14シーズン、イングラムは45試合（内11試合先発）に出場し、平均9.1得点（3P成功率44.7%）、3.2リバウンド、1.7アシストを記録し、その後のチームのディビジョン優勝にも貢献した。
2014-15シーズン序盤はチームに帯同せず、2015年1月12日からチームに復帰した。
2015-16シーズン、2016年2月にDリーグの通算3P成功数記録を更新し、自身2度目となるDリーグのスリーポイントコンテストにおけるセカンドラウンドにて50本中39本を沈め、成功数の大会記録を更新した。

### パース・ワイルドキャッツ
10月18日にNBLのパース・ワイルドキャッツとの契約に合意したが、初めての海外でのプレーということもあり、2試合に出場した後に精神的健康上を理由にチームから離れるよう要求した。

### ディーフェンダーズ復帰 / サウスベイ・レイカーズ
2017年3月6日にロサンゼルス・ディーフェンダーズに復帰した。
2017-18シーズン、イングラムは47試合（内7試合先発）に出場し、平均9.1得点、リーグ1位となる3P成功率47.5%を記録した。

### ロサンゼルス・レイカーズ
2018年4月9日にロサンゼルス・レイカーズとのシーズン終了までの契約に合意した。翌日のヒューストン・ロケッツ戦で32歳にしてNBAデビューを果たし、4本の3ポイントシュートを含む19得点を記録したが、チームは99-105で敗れた。なお、32歳でのNBAデビューは、パブロ・プリジオーニ（35歳でNBAデビュー）に次いで史上2番目の年齢であった。同月11日のシーズン最終戦となるロサンゼルス・クリッパーズ戦で、約35分間の出場で5得点、3リバウンド、6アシスト、2スティールを記録し、チームは115-100で勝利した。

### 2度目のサウスベイ復帰
2018-19シーズンに再びサウスベイ・レイカーズに復帰した。2019年1月にGリーグ通算402試合目に出場し、Gリーグ通算試合数記録を更新した。

### レイカーズ復帰
3月11日にロサンゼルス・レイカーズとの10日間契約に合意した。2018-19シーズン後半にかけてロンゾ・ボールやブランドン・イングラムが怪我で離脱しており、その代わりとして4試合に出場した。

### 3度目のサウスベイ復帰
10日間契約の後に再びサウスベイ・レイカーズへ復帰した。
2020年1月22日に右大胸筋の腱を裂傷する怪我を負い、2月7日に残りのシーズンを全休することが発表された。
2022年4月10日に自身2度目となるジェイソン・コリアー・スポーツマンシップ賞を受賞した。

## 個人成績

### NBA

#### レギュラーシーズン
| シーズン | チーム | GP | GS | MPG  | FG%  | 3P%  | FT%   | RPG | APG | SPG | BPG | PPG  |
| -------- | ------ | -- | -- | ---- | ---- | ---- | ----- | --- | --- | --- | --- | ---- |
| 2017–18  | LAL    | 2  | 0  | 32.0 | .471 | .556 | 1.000 | 3.0 | 3.5 | 1.5 | 1.5 | 12.0 |
| 2018–19  | LAL    | 4  | 0  | 3.8  | .000 | .000 | ---   | .5  | .0  | .3  | .0  | .0   |
| 通算     | 通算   | 6  | 0  | 13.2 | .348 | .417 | 1.000 | 1.3 | 1.2 | .7  | .5  | 6.0  |

### NBAGリーグ
| *             | リーグリーダー |
| double-dagger | Gリーグ記録    |

#### レギュラーシーズン
| シーズン | チーム  | GP  | GS  | MPG  | FG%  | 3P%   | FT%  | RPG | APG | SPG | BPG | PPG  |
| -------- | ------- | --- | --- | ---- | ---- | ----- | ---- | --- | --- | --- | --- | ---- |
| 2007–08  | UTA     | 50* | 2   | 15.1 | .494 | .448  | .793 | 1.7 | 1.1 | .5  | .0  | 6.1  |
| 2008–09  | UTA     | 49  | 20  | 27.6 | .452 | .470  | .870 | 3.5 | 1.6 | .9  | .1  | 10.4 |
| 2009–10  | UTA     | 49  | 49  | 34.0 | .456 | .403  | .850 | 3.9 | 2.1 | 1.5 | .1  | 12.9 |
| 2010–11  | UTA     | 50* | 29  | 29.2 | .452 | .455  | .873 | 3.3 | 2.0 | .9  | .0  | 13.0 |
| 2011–12  | LAD SBL | 6   | 0   | 28.2 | .451 | .545* | .818 | 3.5 | 2.5 | .5  | .0  | 12.2 |
| 2013–14  | LAD SBL | 45  | 11  | 23.0 | .453 | .447  | .787 | 3.2 | 1.7 | 1.1 | .1  | 9.1  |
| 2014–15  | LAD SBL | 28  | 10  | 25.6 | .448 | .444  | .868 | 3.9 | 1.1 | 1.4 | .2  | 9.2  |
| 2015–16  | LAD SBL | 50* | 17  | 26.4 | .490 | .496  | .860 | 2.8 | 1.4 | 1.1 | .2  | 10.4 |
| 2016–17  | LAD SBL | 10  | 4   | 29.3 | .529 | .551  | .789 | 3.6 | 1.5 | 1.1 | .4  | 11.6 |
| 2017–18  | LAD SBL | 47  | 7   | 22.8 | .465 | .475* | .824 | 2.5 | 1.1 | .6  | .2  | 9.1  |
| 2018–19  | LAD SBL | 37  | 15  | 24.4 | .397 | .360  | .833 | 2.8 | 1.1 | .7  | .1  | 8.8  |
| 2021–22  | LAD SBL | 34  | 2   | 12.9 | .396 | .395  | .667 | 1.1 | .5  | .3  | .0  | 3.5  |
| 通算     | 通算    | 483 | 173 | 24.5 | .457 | .450  | .842 | 2.9 | 1.4 | .9  | .1  | 9.5  |

#### プレーオフ
| シーズン | チーム  | GP | GS | MPG  | FG%  | 3P%  | FT%   | RPG | APG | SPG | BPG | PPG  |
| -------- | ------- | -- | -- | ---- | ---- | ---- | ----- | --- | --- | --- | --- | ---- |
| 2009     | UTA     | 4  | 0  | 20.1 | .409 | .385 | .500  | 1.8 | .2  | .0  | .0  | 6.2  |
| 2010     | UTA     | 3  | 3  | 31.1 | .281 | .333 | 1.000 | 3.7 | 2.7 | 2.3 | .3  | 8.7  |
| 2011     | UTA     | 3  | 3  | 28.9 | .410 | .409 | .778  | 3.7 | 1.7 | .0  | .0  | 16.0 |
| 2012     | LAD SBL | 7  | 0  | 17.4 | .294 | .320 | .750  | 1.1 | .9  | .1  | .0  | 5.3  |
| 2014     | LAD SBL | 2  | 0  | 27.3 | .467 | .500 | 1.000 | 3.0 | 1.5 | .5  | .0  | 10.0 |
| 2016     | LAD SBL | 9  | 9  | 37.9 | .432 | .350 | .692  | 4.2 | 1.2 | 1.1 | .3  | 9.7  |
| 2017     | LAD SBL | 3  | 0  | 16.2 | .500 | .500 | .500  | 2.0 | 1.3 | .3  | .0  | 7.0  |
| 2018     | LAD SBL | 3  | 0  | 32.9 | .464 | .444 | .750  | 1.3 | .7  | .0  | .0  | 12.3 |
| 2021     | LAD SBL | 1  | 0  | 1.0  | .000 | ---  | ---   | .0  | .0  | .0  | .0  | .0   |
| 通算     | 通算    | 35 | 15 | 26.5 | .398 | .387 | .729  | 2.6 | 1.2 | .6  | .1  | 8.6  |

### カレッジ
| シーズン | チーム     | GP  | GS  | MPG  | FG%  | 3P%  | FT%  | RPG | APG | SPG | BPG | PPG  |
| -------- | ---------- | --- | --- | ---- | ---- | ---- | ---- | --- | --- | --- | --- | ---- |
| 2003–04  | アメリカン | 31  | 31  | 31.0 | .393 | .396 | .786 | 4.0 | 1.1 | .7  | .1  | 13.6 |
| 2004–05  | アメリカン | 28  | 27  | 34.9 | .410 | .368 | .744 | 4.3 | 2.1 | 1.1 | .2  | 15.3 |
| 2005–06  | アメリカン | 29  | 29  | 32.4 | .345 | .338 | .784 | 4.7 | 1.8 | 1.0 | .1  | 12.0 |
| 2006–07  | アメリカン | 30  | 30  | 34.5 | .420 | .424 | .832 | 4.8 | 1.8 | 1.2 | .1  | 15.2 |
| 通算     | 通算       | 118 | 117 | 33.3 | .393 | .385 | .787 | 4.5 | 1.7 | 1.0 | .1  | 14.0 |

## 人物
妻がおり、娘が1人いる。NBAデビュー以前は、Gリーグでの収入を補うために数学の家庭教師をしていた。
敬虔なクリスチャンである。